# Robert Pilés
Pour les articles homonymes, voir Pile.
Robert Pilés, né le 12 juillet 1952 à Nîmes (France, département du Gard), est un ancien matador français.

## Présentation

### Carrière
- Débuts en novillada sans picadors : Lansargues (France, département du Gard) en août 1967 aux côtés de Jean Riboulet et Jacques Coule. Novillos de la ganadería de Sol
- Débuts en novillada avec picadors : Madrid, plaza de Vistalegre le 8 février 1970, aux côtés de Teodoro Librero « El Bormujano » et Blas Romero « El Platanito ». Novillos des ganaderías de Clemente Tassara et de Diego Romero.
- Alternative : Barcelone (Espagne) le 12 septembre 1971. Parrain, Luis Miguel Dominguín ; témoin, Palomo Linares. Taureaux de la ganadería de Torrestrella.

### Biographie
Fils de José Pilés, novillero espagnol des années 1930, Robert Pilés est l’un des premiers matadors français de « l’époque moderne » avec Simon Casas et Nimeño I. Depuis sa retraite de matador en 1986, il est organisateur de corridas dans diverses arènes françaises. Lors des élections législatives de 2012, il apporte son soutien à Katy Guyot.